# Bombus dahlbomii
Bombus dahlbomii is een hommel uit de familie bijen en hommels (Apidae). De wetenschappelijke naam van de soort is voor het eerst geldig gepubliceerd in 1835 door Guérin-Méneville.
Bombus dahlbomii is mogelijk de grootste levende hommelsoort. De koningin kan zo'n 4 centimeter lang worden.
De soort komt voor in Zuid-Amerika, waar hij sinds 1998 onder druk staat van een verwante, invasieve soort: de aardhommel. Die werd ingevoerd in Chili als bestuiver in broeikassen. Vanuit de broeikassen verspreidde de hommel zich over Chili en Argentinië, waar hij zich gedraagt als een invasieve soort. Waar hij voorkomt, verdwijnt Bombus dahlbomii. Mogelijk is dat een gevolg van ziektes die de uitheemse soort met zich meedraagt en waartegen Bombus dahlbomii geen verweer heeft.